# 紀元前117年
紀元前117年（きげんぜん117ねん）は、ローマ暦の年である。

## 他の紀年法
- 干支 : 甲子
- 日本
  - 開化天皇41年
  - 皇紀544年
- 中国
  - 前漢 : 元狩6年
- 朝鮮
  - 檀紀2217年
- 仏滅紀元 : 428年
- ユダヤ暦 : 3644年 - 3645年

## 誕生
- プトレマイオス12世、プトレマイオス朝のファラオ（+ 紀元前51年）

## 死去
- 霍去病、前漢の武将（* 紀元前140年）
- 司馬相如、前漢の政治家、詩人、音楽家（* 紀元前179年）